# Michel Antoine Loup
Pour les articles homonymes, voir Loup (homonymie).
Michel Antoine Loup, né le 5 juillet 1823 à Givors et mort le 12 janvier 1881 à Lyon, est un inventeur français, un des pionniers de l'aviation.

## Biographie
Ouvrier-mécanicien, il expérimente en 1852 un modèle ayant la forme d'un oiseau, à deux hélices et crée un plan de glissement muni de quatre ailes tournantes. En 1853, il dépose le tout premier projet français d'aéroplane.
Loup invente aussi en 1857 avec Auguste François Koch, un compteur hydraulique nommé magnéto-moteur puis, en 1861, un engin pour agglomérer la houille. Il crée encore en 1862 un nouveau compteur de liquides et en 1866 un cric différentiel.
Il publie en 1853 l'étude Solution du problème de la locomotion aérienne.
Jules Verne le mentionne dans le chapitre III de son roman Robur-le-Conquérant